# Бжостовский, Александр Адамович
Алекса́ндр Бжосто́вский (1740-е — 1820) — государственный деятель Великого княжества Литовского, польский шляхтич, граф Пруссии, староста волковысский (1779) и соколовский (1783), каштелян варшавский (с 1791). Депутат сейма Речи Посполитой.

## Биография
Представитель литовского шляхетского рода Бжостовских герба «Стремя». Старший сын каштеляна полоцкого Адама Бжостовского (1722—1790) и Генавефы Огинской.
Получил во владение от своего отца имение Молодков в Кременецком повете, а от матери унаследовал Белозирку.
В 1790 году после смерти своего отца Адама Бжостовского Александр унаследовал имение Чарножылы, куда и переселился.
В 1776 году был избран послом (депутатом) от Волковысского повета на сейм Речи Посполитой. В 1779—1782 годах занимал должность старосты волковысского, с 1783 года — староста соколовский.
В 1790 году Александр Бжостовский был избран послом от Велюнской земли на Четырехлетний сейм (1788—1792). Будучи сторонником Конституции 3 мая 1791 года, 20 апреля того же года получил должность каштеляна варшавского. 29 мая 1791 года он вошёл в состав Общества друзей правительственной конституции.
Кавалер Орденов Святого Станислава (1782) и Белого Орла (1791). В 1798 году Александр Бжостовский получил графский титул Прусского королевства. Он переехал во Францию, где скончался.

## Семья и дети
Жена — Анна Мария Водзинская, от брака с которой имел дочь Александру (жена Михаила Свейковского) и сына Михаила.